# 1928
Het jaar 1928 is een jaartal volgens de christelijke jaartelling.

## Gebeurtenissen
januari
- 26 - Oprichting van de Koninklijke Nederlandsche Wielren Unie (KNWU).
- 28 - Fritz Pfleumer krijgt Duits patent op de magneetband.
- Aan de Oostenrijks-Hongaarse grens bij Szentgotthárd worden wapens onderschept die van Italië naar Hongarije gesmokkeld zijn.

februari
- 1 - De Rooms-Katholieke Kerk erkent de eerste Nijmeegse studentenvereniging Societas Studiosorum Noviomagensis 'Roland' (in 1972 werd de naam veranderd in N.S.V. Carolus Magnus).
- 19 - Canada verslaat Zwitserland met 13-0 in de finaleronde van het olympisch ijshockeytoernooi in Sankt Moritz, en prolongeert daarmee tevens de wereldtitel.
- 28 - De Indiase natuurkundige Chandrasekhara Raman ontdekt het vervolgens naar hem vernoemde ramaneffect.

maart
- 11 - De voetbalinterland Nederland-België in het Amsterdamse stadion is de eerste sportgebeurtenis die wordt verslagen op de Nederlandse radio, door Han Hollander.
- 15 - Koningin Wilhelmina ondertekent de Natuurschoonwet, die met terugwerkende kracht geldt vanaf 1 januari en belastingvoordeel geeft aan landgoedeigenaren die de natuur beschermen en het publiek toelaten op hun landgoed.

april
- 2 - Eerste telefoongesprek tussen Nederland en Nederlands-Indië.
- 14 - De Belgische wetgever bepaalt dat bij de aanbesteding van door de overheid uitgevoerde of gesubsidieerde werken een beding moet worden opgenomen dat de aannemer aangesloten is bij een compensatiekas. Dit is de eerste stap naar de legalisering van de kinderbijslag.
- 18 - Een van de zwaarste aardbevingen van de 20e eeuw in Europa vindt plaats in Plovdiv.

mei
- 1 - De Hobokense onderwijzer en latere burgemeester Victor De Bruyne organiseert een wielerwedstrijd om aan de socialisten een excuus te bezorgen om op de Dag van de Arbeid vrijaf te nemen.
- 20 - De Duitse NSDAP is met 12 zetels voor het eerst vertegenwoordigd in de Rijksdag, het Duitse parlement.
- 25 - Crash van het Italiaanse luchtschip Italia nabij Spitsbergen, terwijl een aantal bemanningsleden onder wie Umberto Nobile op het poolijs is achtergebleven.
- 28 - In Amsterdam wordt besloten dat het Wereldkampioenschap voetbal 1930 zal gehouden worden in Uruguay.
- 31 - Op Dominion Day wordt bij het hijsen van de vlag in de Unie van Zuid-Afrika voor het eerst naast God Save the King het Die Stem van Suid-Afrika gezongen.

juni
- 2 - Het Nationaal Fonds voor Wetenschappelijk Onderzoek wordt gesticht na een oproep van Koning Albert I.
- 4 - De Chinese krijgsheer Zhang Zuolin wordt vermoord door soldaten van het Japanse Kanto-leger, wat leidt tot de val van de Japanse regering.
- 7 - Karel Dubois, een kanunnik uit Roeselare, sticht de Katholieke Studenten Actie (KSA) als onderdeel van de Katholieke Actie (KA) en vervanger van de AKVS.
- 12 - Opening van Sanatorium Zonnestraal in Hilversum, het herstellingsoord van de Algemene Nederlandse Diamantbewerkersbond.
- 18  - De Noorse poolreiziger Roald Amundsen, die met zijn vliegtuigje de Latham deelneemt aan de internationale zoektocht naar Nobile, verdwijnt en wordt nooit teruggevonden.

juli
- 6 - In New York wordt voor het eerst een 'sprekende' film vertoond: The Singing Fool.
- 13 - Bij een ontploffing in de Staatsmijn Hendrik te Brunssum worden 13 mijnwerkers gedood.
- 18 - De spoorlijn met zeer vele en lange tunnels door de Pyreneeën tussen Zaragoza en Pau, alsmede het station van Canfranc worden geopend.
- 28 - Opening van de Olympische Spelen in Amsterdam door Prins Hendrik.

augustus

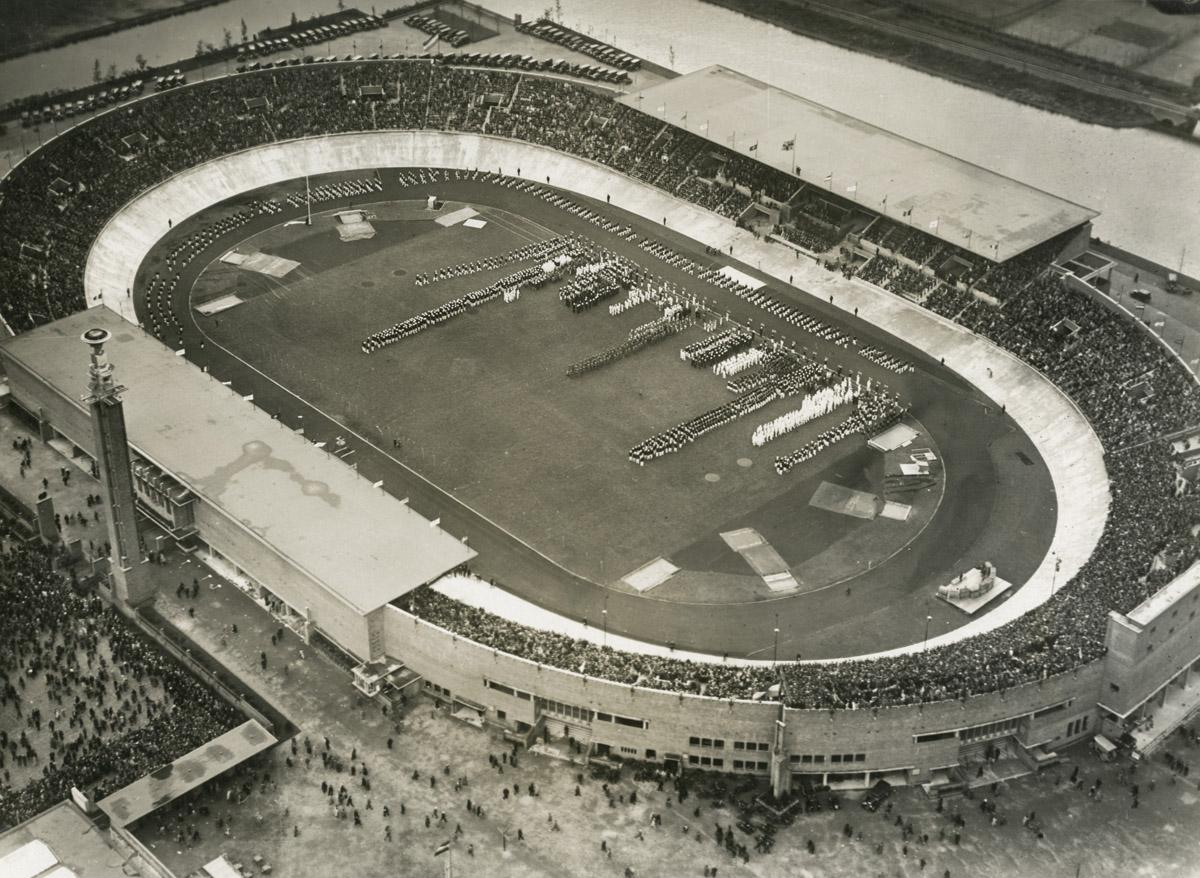
28 juli: openingsceremonie van de Olympische Spelen van 1928

- 5 - De eerste marathon van Amsterdam wordt gelopen als onderdeel van de Olympische Spelen van Amsterdam.
- 12 - Sluitingsceremonie van die Olympische Spelen in Amsterdam.
- 12 - Bij een vliegdemonstratie in Heerlen komt een toestel in het publiek terecht. Er vallen vier doden.
- 13 - Bij wet wordt de Dienst der Scheepvaart opgericht om de scheepvaart tussen Antwerpen en Luik te verzekeren.
- augustus - In New York begint Hugo Gernsback met experimentele televisie in een vast zendschema.
- augustus - De Frans-Amerikaanse danseres Josephine Baker bezoekt Volendam en doet in klederdracht een dansje voor de deur van Hotel Spaander.

september
- 18 - Eerste vlucht van het luchtschip Graf Zeppelin, de grootste zeppelin tot dusverre gebouwd.
- 19 - Steamboat Willie van Walt Disney, de eerste tekenfilm met geluid, wordt vertoond met daarin voor het eerst Mickey Mouse.
- Alexander Fleming ontdekt toevallig penicilline.
- Het daltononderwijs wordt ingevoerd in Nederland.

oktober
- 2 - De Spaanse priester Jozefmaria Escrivá sticht het genootschap Opus Dei.
- 3 - Twee garages van het New Yorkse taxibedrijf Yellow Cab worden met dynamiet opgeblazen door een concurrerende onderneming. Hiermee loopt de taxioorlog aldaar verder uit de hand.
- 9 - In de Spaanse provincie Avila wordt het eerste Parador (hotel) geopend.
- 20 - Ben Springer wordt in Amsterdam voor eigen publiek wereldkampioen dammen.
- De Graf Zeppelin vliegt de oceaan over naar Lakehurst, New Jersey, waar het luchtschip enthousiast wordt ontvangen.

november
- 15 - Oprichting van de Utrechtse Studenten Alpenclub (USAC). Sindsdien wordt er door Utrechtse studenten geklommen op de hoogste toppen van de Alpen, op rotsen aan de Maas in België en op de vele klimmuren in Nederland.
- 24 - 29 november - Bij een zeer zware novemberstorm komen in vijf dagen tijd 58 Nederlanders om het leven.

december
- 9 - Bij tussentijdse verkiezingen in Antwerpen wordt de levenslang gedetineerde flamingant August Borms in de Kamer van volksvertegenwoordigers gekozen.

zonder datum
- In de Sovjet-Unie gaat het eerste vijfjarenplan van start. De productie van investeringsgoederen zal in de planperiode worden verdrievoudigd, die van consumptiegoederen verdubbeld. Er wordt opdracht gegeven tot grootschalige collectivisatie van landbouwbedrijven.
- Italië begint met de drooglegging van de beruchte Pontijnse moerassen.
- Hendrik Bulthuis uit Bergum bouwt de eerste BM.
- De Amerikaanse uurwerkfabriek Bulova introduceert de wekkerradio.
- De natuurkundige Hans Wilhelm Geiger vindt de vervolgens naar hem vernoemde geigerteller uit.
- Polen komt in de zomer dicht bij militaire actie in het slepende conflict met Litouwen over Vilnius.
- Turkije schaft het Osmaans en het Arabisch alfabet af en kiest voor het Turks en het Latijns alfabet.

## Muziek
- De traditional St. James Infirmary bereikt een massapubliek in de uitvoering van Louis Armstrong
- Gene Austin heeft in Amerika en daarbuiten een enorme hit met "My blue heaven".
- Maurice Ravel componeert zijn Bolero.
- Arnold Schönberg componeert Von heute auf morgen, opus 32.

### Premières
- 2 januari: eerste (matige) uitvoering van de eerste symfonie van Edvin Kallstenius.
- 1 februari: eerste uitvoering van het gehele Concert voor klein orkest en soloviool van Gerald Finzi (de tweede uitvoering ervan zou pas in 1999 plaatsvinden).
- 21 april: eerste uitvoering van het lied Le bardit des Francs van Albert Roussel.
- 7 juni: eerste uitvoering van het enige pianoconcert van Albert Roussel.
- 19 juni: eerste uitvoering van het pianostuk The poisoned fountain van Arnold Bax.
- 15 oktober: eerste uitvoering van de zesde symfonie van Kurt Atterberg.
- 22 november: De Bolero van Ravel in de Parijse Opéra.
- 20 december: eerste uitvoering van de Vocalise nr. 1 van Albert Roussel.

### Prijzen
- De Noorse schrijfster Sigrid Undset ontvangt de Nobelprijs voor de Literatuur.
- Reinier van Genderen Stort ontvangt de Tollensprijs.

### Publicaties in de Engelse taal
- T.S. Eliot schrijft For Lancelot Andrewes en Shakespeare and the Stoicism of Seneca.
- Lady Chatterley's Lover,  een roman van de Engelse schrijver D.H. Lawrence. Het boek werd gepubliceerd in Florence en veroorzaakte onmiddellijk een schandaal vanwege de expliciet beschreven seks tussen een aristocratische vrouw en een arbeider. Lady Chatterley’s Lover werd pas in 1960 voor het eerst in het Verenigd Koninkrijk in een ongekuiste paperbackversie uitgegeven. Dit leidde tot een rechtszaak tussen de Britse regering en de uitgever Penguin Books. Het proces werd gewonnen door de uitgever, waarna in drie maanden drie miljoen exemplaren werden verkocht.

### Publicaties in overige talen
- André Gide schrijft Le retour du Tchad.
- Erich Kästner publiceert Herz auf Taille en het kinderboek Emil und die Detektive.
- Gerard Walschap publiceert zijn eerste roman: Waldo.

## Beeldende kunst

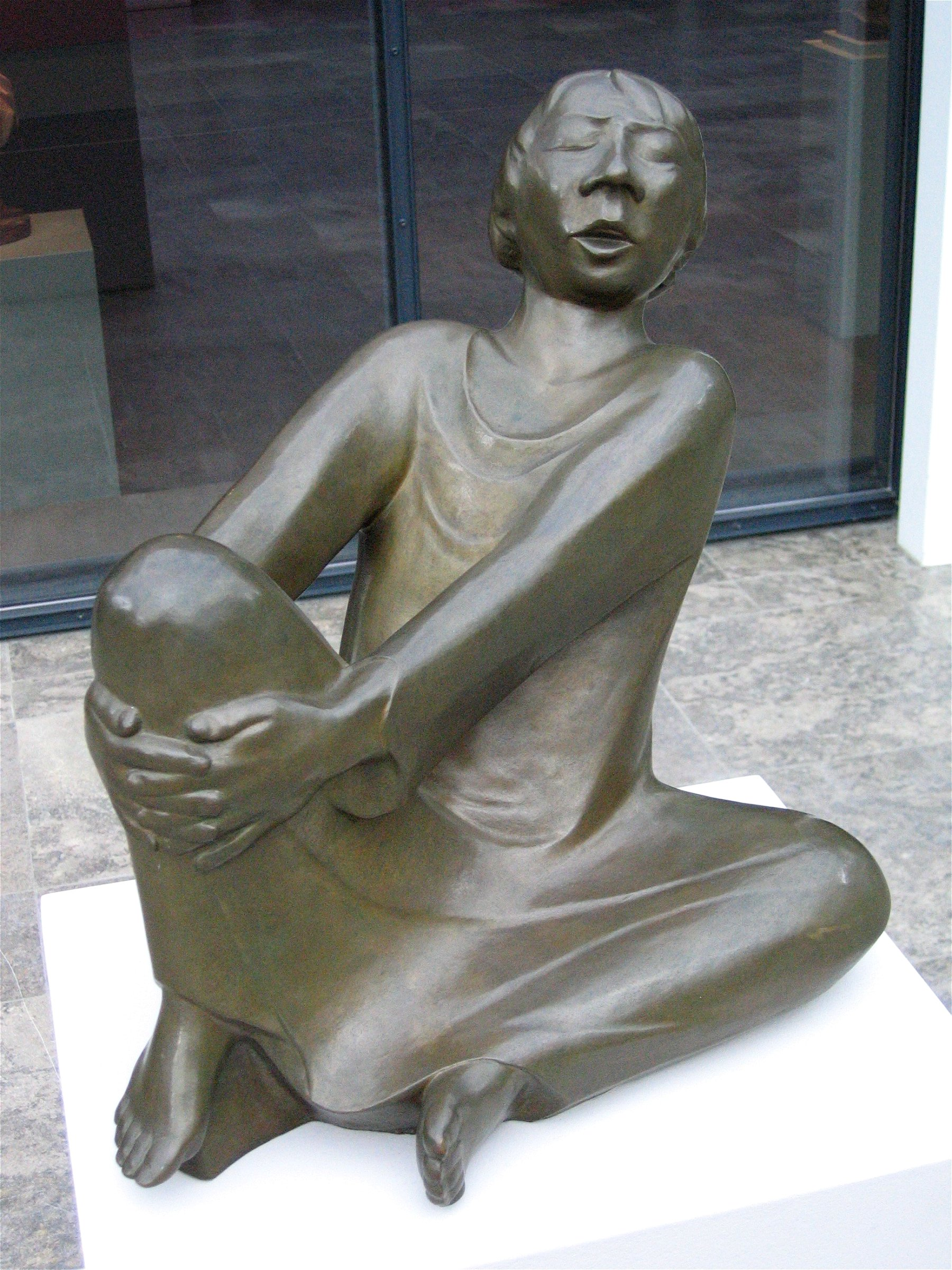
Der singende Mann (1928) Ernst Barlach, Neurenberg
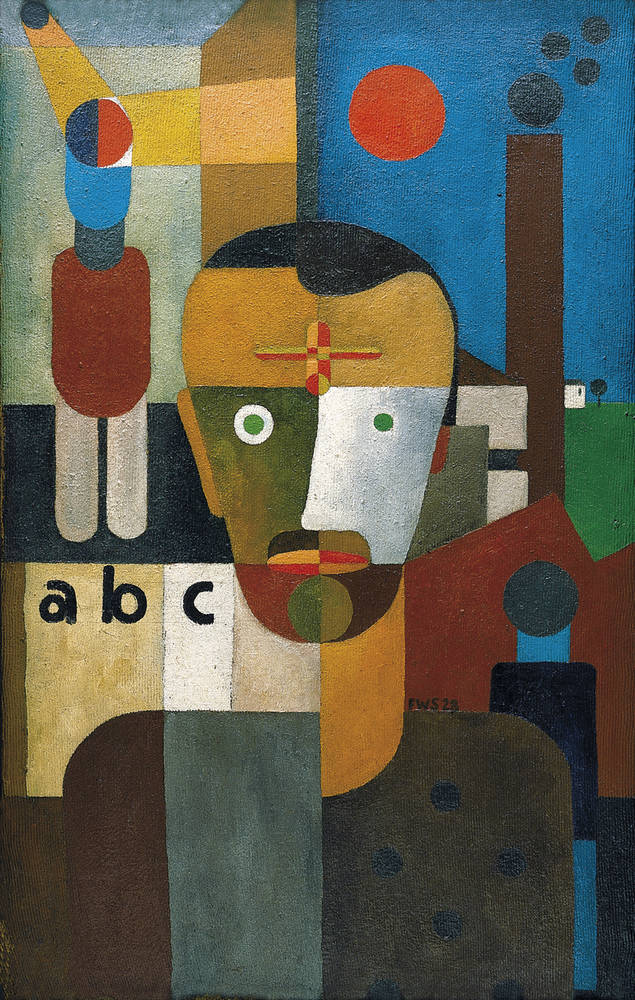
Zelfportret (1928) Franz Wilhelm Seiwert, Von der Heydt-Museum

## Bouwkunst

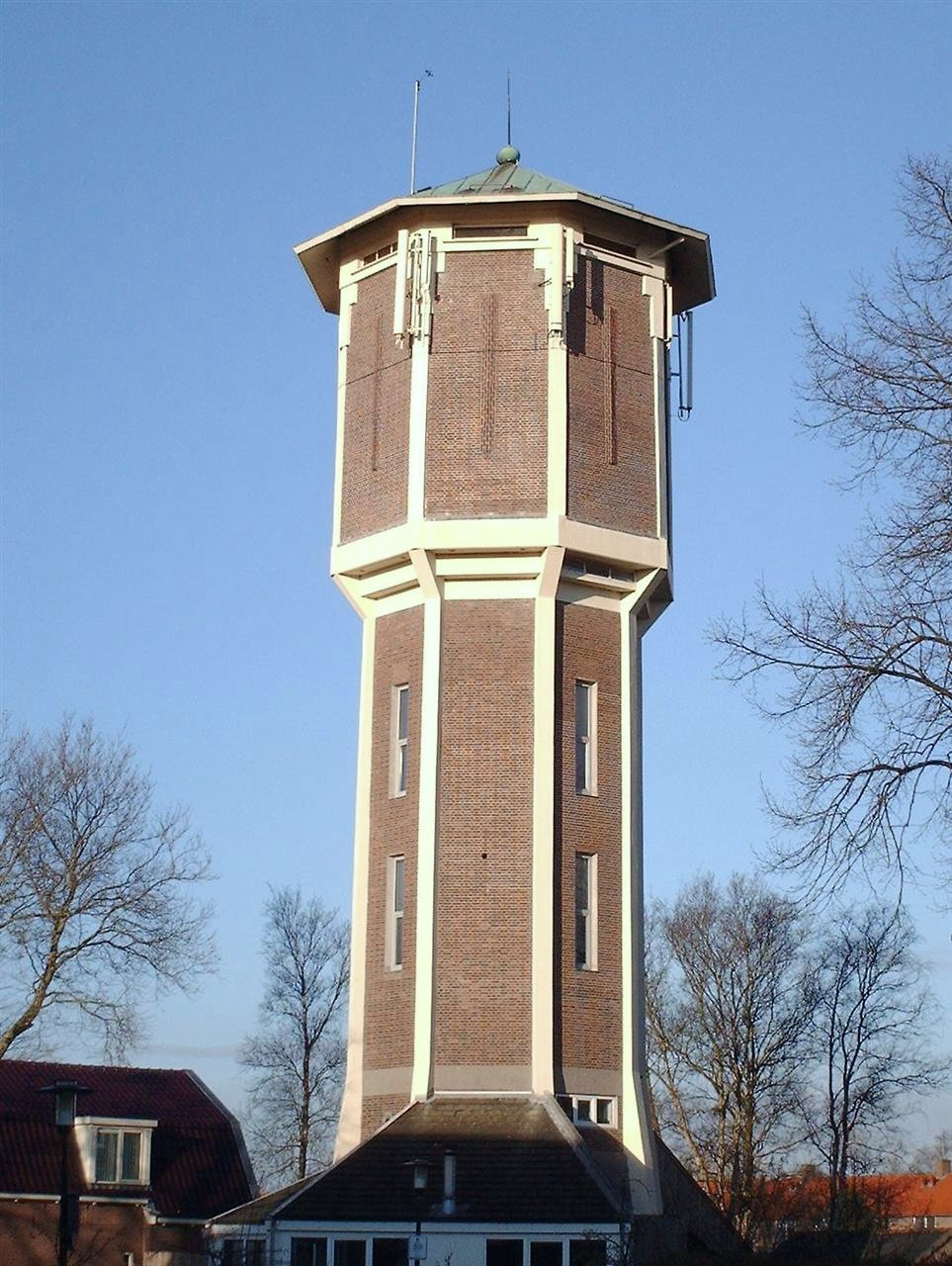
Watertoren (Joure) (1928) C.J. Wierda

## Geboren

### januari
- 1 - Huib Noorlander, Nederlands beeldhouwer (overleden 2004)
- 1 - Hap Sharp, Amerikaans autocoureur (overleden 1993)
- 3 - Al Belletto, Amerikaans jazzsaxofonist en -klarinettist (overleden 2014)
- 5 - Zulfikar Ali Bhutto, Pakistaans politicus (overleden 1979)
- 5 - Walter Mondale, Amerikaans politicus en vicepresident (overleden 2021)
- 6 - Cas Baas, Nederlands Bevelhebber der Luchtstrijdkrachten (overleden 2007)
- 6 - Péter Bacsó, Hongaars filmregisseur (overleden 2009)
- 6 - Roger Detry, Belgisch atleet
- 7 - Emilio Pericoli, Italiaans zanger (overleden 2013)
- 8 - Jeen van den Berg, Nederlands schaatser (overleden 2014)
- 8 - Chaim Kanievsky, Israëlisch rabbijn (overleden 2022)
- 9 - Judith Krantz, Amerikaans schrijfster (overleden 2019)
- 9 - Domenico Modugno, Italiaans zanger (overleden 1994)
- 9 - Tan Eng Yoon, Singaporees atleet (overleden 2010)
- 11 - Pros Verbruggen, Belgisch acteur, presentator en programmamaker (overleden 2021)
- 12 - Lloyd Ruby, Amerikaans autocoureur (overleden 2009)
- 13 - Gregory Walcott, Amerikaans acteur (overleden 2015)
- 15 - Vladimir Iljin, Sovjet-Russisch voetballer en trainer (overleden 2009)
- 16 - Ton Vijverberg, Nederlands dirigent en organist (overleden 2022)
- 17 - Vidal Sassoon, Brits kapper en zakenman (overleden 2012)
- 19 - Jan Janbroers, Nederlands basketbaltrainer (overleden 2006)
- 21 - János Kornai, Hongaars econoom (overleden 2021)
- 21 - Trude Mally, Oostenrijks zangeres en jodelaarster (overleden 2009)
- 23 - Jeanne Moreau, Frans actrice (overleden 2017)
- 24 - Desmond Morris, Engels zoöloog, publicist, kunstschilder, televisiepresentator en -programmamaker
- 24 - Michel Serrault, Frans acteur (overleden 2007)
- 25 - Cor van der Hart, Nederlands voetballer en trainer (overleden 2006)
- 25 - Edoeard Sjevardnadze, president van Georgië (overleden 2014)
- 26 - Roger Vadim, Frans filmregisseur (overleden 2000)
- 26 - Abdellatif Filali, Marokkaans eerste minister (overleden 2009)
- 27 - Hans Modrow, (Oost-)Duits politicus (overleden 2023)
- 28 - Eugenio Monti, Italiaans bobsleeër (overleden 2003)
- 28 - Jan van Stuijvenberg, Nederlands politicus
- 28 - Jorge Zorreguieta, Argentijns politicus (overleden 2017)
- 29 - Lee Shau Kee, Chinees zakenman uit Hongkong (overleden 2025)

### februari
- 1 - Stuart Whitman, Amerikaans acteur (overleden 2020)
- 2 - Ciriaco De Mita, Italiaans politicus en premier (overleden 2022)
- 2 - Cornelis Verhoeven, Nederlands filosoof en essayist (overleden 2001)
- 4 - Vasili Boezoenov, Russisch voetballer (overleden 2004)
- 4 - Kim Yong-nam, Noord-Koreaans politicus
- 5 - Piet Bultiauw, Belgisch atleet (overleden 2020)
- 5 - Nic. Tummers, Nederlands architect, beeldhouwer en polititicus (overleden 2020)
- 8 - Theo Fransman, Nederlands politicus en bestuurder (overleden 2007)
- 9 - Herman Pieter de Boer, Nederlands (liedjes)schrijver en journalist (overleden 2014)
- 9 - Friso Henstra, Nederlands illustrator (overleden 2013)
- 9 - Rinus Michels, Nederlands voetballer en voetbalcoach (overleden 2005)
- 9 - Willem den Toom, Nederlands predikant en theoloog (overleden 2007)
- 11 - Gotthilf Fischer, Duits koorleider (overleden 2020)
- 11 - Conrad Janis, Amerikaans jazztrombonist en acteur (overleden 2022)
- 11 - Felix Uyttenbroeck, Belgisch atleet (overleden 2019)
- 12 - James Cohn, Amerikaans componist (overleden 2021)
- 12 - Leslie Earl Robertson, Amerikaans civiel ingenieur (overleden 2021)
- 16 - Raymond Driessen, Belgisch atleet
- 19 - Nicolas Hayek, Zwitsers ondernemer (overleden 2010)
- 20 - Jean Kennedy Smith, lid van de Amerikaanse familie Kennedy (overleden 2020)
- 20 - Friedrich Wetter, Duits kardinaal
- 21 - Gino Pariani, Amerikaans voetballer (overleden 2007)
- 21 - Cecil Sandford, Brits motorcoureur (overleden 2023)
- 22 - Bruce Forsyth, Brits presentator en entertainer (overleden 2017)
- 23 - Hans Herrmann, Duits Formule 1-coureur
- 25 - Gilbert Temmerman, Belgisch politicus (overleden 2012)
- 26 - Fats Domino, Amerikaans rhythm-and-blueszanger-pianist (overleden 2017)
- 26 - Anatoli Filiptsjenko, Russisch ruimtevaarder (overleden 2022)
- 26 - Ariel Sharon, Israëlisch generaal en premier (overleden 2014)
- 27 - René Clemencic, Oostenrijks componist en dirigent (overleden 2022)
- 29 - Tempest Storm, Amerikaans danseres (overleden 2021)

### maart
- 1 - Jacques Rivette, Frans filmregisseur (overleden 2016)
- 3 - Gudrun Pausewang, Duits schrijfster (overleden 2020)
- 4 - Alan Sillitoe, Brits schrijver (overleden 2010)
- 4 - Eduardo Guerrero, Argentijns roeier (overleden 2015)
- 5 - Jelizaveta Dementjeva, Russisch kanovaarster (overleden 2022)
- 5 - Anton Huiskes, Nederlands schaatser en schaatscoach (overleden 2008)
- 5 - Bob McMillen, Amerikaans atleet (overleden 2007)
- 6 - William F. Nolan, Amerikaans schrijver (overleden 2021)
- 7 - André Bourgeois, Belgisch politicus (overleden 2015)
- 10 - Harry ter Heide, Nederlands hoogleraar bedrijfskunde, voorzitter vakbond NVV (overleden 1985)
- 10 - James Earl Ray, Amerikaans crimineel (overleden 1998)
- 11 - Fons Sprangers, Belgisch politicus (overleden 2013)
- 12 - Edward Albee, Amerikaans toneelschrijver (overleden 2016)
- 12 - Paul Kuhn, Duits pianist, bandleider en zanger (overleden 2013)
- 13 - Marvin Pifer, Amerikaans autocoureur (overleden 1974)
- 14 - Frank Borman, Amerikaans astronaut (overleden 2023)
- 14 - Florentino Feliciano, Filipijns rechtsgeleerde en rechter (overleden 2015)
- 15 - Raymonda Vergauwen, Belgisch-Nederlands zwemster (overleden 2018)
- 16 - Ramón Barce, Spaans componist (overleden 2008)
- 16 - Karlheinz Böhm, Oostenrijks acteur (overleden 2014)
- 16 - Christa Ludwig, Duits concertzangeres en zangpedagoge (overleden 2021)
- 18 - Giuseppe Minardi, Italiaans wielrenner (overleden 2019)
- 18 - Willem den Ouden, Nederlands beeldend kunstenaar (overleden 2025)
- 18 - Fidel Ramos, Filipijns politicus; president 1992-1998 (overleden 2022)
- 19 - Hans Küng, Zwitsers r.k. theoloog (overleden 2021)
- 19 - Patrick McGoohan, Amerikaans acteur (overleden 2009)
- 19 - Clarence Paul, Amerikaans songwriter en muziekproducent (overleden 1995)
- 20 - Jerome Biffle, Amerikaans atleet (overleden 2002)
- 20 - Jan Klompsma, Nederlands tekstdichter en (scenario)schrijver (overleden 2021)
- 20 - Fred Rogers, Amerikaans poppenspeler en presentator van kinderprogramma's (overleden 2003)
- 24 - Byron Janis, Amerikaans klassiek pianist en componist (overleden 2024)
- 25 - Nunzio Gallo, Italiaans zanger (overleden 2008)
- 25 - Jim Lovell, Amerikaans ruimtevaarder (overleden 2025)
- 27 - Reg Evans, Australisch acteur (overleden 2009)
- 28 - Zbigniew Brzeziński, Pools-Amerikaans politiek wetenschapper en staatsman (overleden 2017)
- 28 - Alexander Grothendieck, Frans wiskundige (overleden 2014)
- 28 - Coen Stork, Nederlands diplomaat (overleden 2017)
- 30 - Robert Badinter, Frans advocaat, professor, essayist en politicus (overleden 2024)
- 30 - Victor Depré, Belgisch atleet
- 30 - Tom Sharpe, Brits schrijver (overleden 2013)
- 31 - Henk Krosenbrink, Nederlands dichter, streek- en toneelschrijver (overleden 2015)

### april
- 1 - Dimitri Frenkel Frank, Nederlands schrijver (overleden 1988)
- 1 - George Grizzard, Amerikaans acteur (overleden 2007)
- 1 - Michail Koman, Sovjet-Oekraïens voetballer en trainer (overleden 2015)
- 1 - Harry Sheppard, Amerikaans jazzmuzikant (overleden 2022)
- 2 - Jan Blaauw, Nederlands politieman en publicist (overleden 2020)
- 2 - Serge Gainsbourg, Frans zanger (overleden 1991)
- 2 - Jean Jadot, Belgisch voetballer (overleden 2007)
- 2 - Gino Munaron, Italiaans autocoureur (overleden 2009)
- 2 - Paul Römer, Nederlands cameraman en televisieregisseur (overleden 2007)
- 2 - Piet Römer, Nederlands acteur (overleden 2012)
- 4 - Josep Maria Forn i Costa, Catalaans acteur, filmproducent en filmregisseur (overleden 2021)
- 4 - Monty Norman, Brits zanger en componist van filmmuziek (overleden 2022)
- 4 - Bud Tingelstad, Amerikaans autocoureur (overleden 1981)
- 6 - Ruud de Moor, Nederlands hoogleraar (overleden 2001)
- 6 - Peter Townsend, Brits socioloog (overleden 2009)
- 7 - James Garner, Amerikaans acteur (overleden 2014)
- 9 - Tom Lehrer, Amerikaans satirisch singer-songwriter en wiskundige (overleden 2025)
- 11 - Henri Garcin, Belgisch-Frans acteur (overleden 2022)
- 11 - Ethel Kennedy, vrouw van Amerikaans politicus Robert F. Kennedy (overleden 2024)
- 12 - Anton P. de Graaff, Nederlands schrijver (overleden 2008)
- 12 - Hardy Krüger, Duits acteur (overleden 2022)
- 12 - Nazik Saba-Yared, Palestijns schrijfster, essayiste, wetenschapster en literatuurcritica
- 13 - Gianni Marzotto, Italiaans autocoureur (overleden 2012)
- 14 - Aleksandr Ivanov, Sovjet-Russisch voetballer (overleden 1997)
- 15 - Gon Voorhoeve, Nederlands componist (overleden 1994)
- 18 - Howard Becker, Amerikaans socioloog (overleden 2023)
- 18 - Nico Hiltrop, Nederlands regisseur en auteur (Kunt u mij de weg naar Hamelen vertellen, mijnheer?) (overleden 2008)
- 18 - Mikio Sato, Japans wiskundige (overleden 2023)
- 19 - Richard Garwin, Amerikaans natuurkundige (overleden 2025)
- 19 - Angelo Marciani, Italiaans waterpolospeler (overleden 2022)
- 20 - Robert Byrne, Amerikaans schaker (overleden 2013)
- 22 - Estelle Harris, Amerikaans (stem)actrice (overleden 2022)
- 23 - Shirley Temple, Amerikaans actrice en kindsterretje (overleden 2014)
- 24 - Ralph Brown, Brits beeldhouwer (overleden 2013)
- 24 - Tommy Docherty, Schots voetballer en voetbalcoach (overleden 2020)
- 24 - Johnny Griffin, Amerikaans jazzsaxofonist (overleden 2008)
- 24 - Lucien Van Acker, Belgisch historicus
- 25 - Cy Twombly, Amerikaans schilder, beeldhouwer en fotograaf (overleden 2011)
- 28 - Ivan Kizimov, Sovjet-Russisch ruiter (overleden 2019)
- 28 - Yves Klein, Frans kunstschilder (overleden 1962)
- 28 - Jan Schotte, Belgisch kardinaal (overleden 2005)
- 28 - Eugene Shoemaker, Amerikaans geoloog en astronoom (overleden 1997)
- 29 - Leopold Feyen, Belgisch politicus (overleden 2012)
- 29 - Jan Velthuyse, Nederlands priester
- 29 - Aafje Looijenga-Vos, Nederlands kristallograaf en hoogleraar (overleden 2018)

### mei
- 1 - Madeleine Moreau, Frans schoonspringster (overleden 1995)
- 1 - Raoul Servais, Belgisch filmmaker en animator (overleden 2023)
- 1 - Desmond Titterington, Noord-Iers autocoureur (overleden 2002)
- 3 - Carel Visser, Nederlands beeldend kunstenaar (overleden 2015)
- 4 - Wolfgang Graf Berghe von Trips, Duits autocoureur (overleden 1961)
- 4 - Hans Daalder, Nederlands politicoloog (overleden 2016)
- 4 - Carla Daalderop-Bruggeman, Nederlands beeldend kunstenares (overleden 2015)
- 4 - Hosni Moebarak, president van Egypte (overleden 2020)
- 4 - Betsy Rawls, (Amerikaans golfprofessional (overleden  2023)
- 5 - Marshall Grant, Amerikaans bassist (overleden 2011)
- 6 - Joan Oates, Amerikaans archeologe (overleden 2023)
- 8 - Yoka Berretty, Nederlands zangeres en actrice (overleden 2015)
- 8 - Manfred Gerlach, Duits politicus (overleden 2011)
- 8 - Nora Nova, Bulgaars zangeres (overleden 2022)
- 8 - Berend Schoep, Nederlands predikant (overleden 2007)
- 9 - Frits Rademacher, Nederlands zanger (overleden 2008)
- 9 - Barbara Ann Scott, Canadees kunstschaatsster (overleden 2012)
- 10 - Arnold Rüütel, Estisch politicus en president (overleden 2024)
- 11 - Yaacov Agam, Israëlisch kunstenaar
- 11 - Anne van der Bijl, Nederlands zendeling en bijbelsmokkelaar (overleden 2022)
- 12 - Burt Bacharach, Amerikaans componist (overleden 2023)
- 12 - Minus Polak, Nederlands politicus en bestuurder (overleden 2014)
- 13 - Enrique Bolaños, Nicaraguaans politicus en president (overleden 2021)
- 13 - Theo Saat, Nederlands atleet (overleden 2015)
- 15 - Bob Mendes, Vlaams schrijver (overleden 2021)
- 18 - Pernell Roberts, Amerikaans acteur (overleden 2010)
- 18 - Jo Schlesser, Frans autocoureur (overleden 1968)
- 23 - Hans Blum, Duits schlagerzanger (overleden 2024)
- 23 - Rosemary Clooney, Amerikaans zangeres en actrice (overleden 2002)
- 23 - Jean Markale, Frans schrijver (overleden 2008)
- 24 - Sylvia Nicolas, Nederlands glazenierster en beeldhouwster
- 25 - Malcolm Glazer, Amerikaans zakenman en sportclubeigenaar (overleden 2014)
- 25 - Frigyes Hidas, Hongaars componist (overleden 2007)
- 25 - Lutgart Simoens, Vlaams radiopresentatrice (overleden 2020)
- 26 - Jack Kevorkian, Amerikaans patholoog-anatoom (overleden 2011)
- 26 - Wouter Snijders, Nederlands jurist; raadsheer bij de Hoge Raad der Nederlanden (overleden 2020)
- 27 - Robert Schoukens, Belgisch atleet (overleden 2022)
- 29 - Eva Pfarrhofer, Oostenrijks schoonspringster (overleden 2017)
- 30 - Gustav Leonhardt, Nederlands klavecinist en organist (overleden 2012)
- 30 - Agnès Varda, Frans filmregisseuse (overleden 2019)
- 31 - Jacob Lateiner, Cubaans-Amerikaans pianist en pianopedagoog (overleden 2010)
- 31 - Edouard Molinaro, Frans filmregisseur (overleden 2013)

### juni
- 1 - Isa van der Zee, Nederlands schilderes en tekenares
- 3 - Donald Judd, Amerikaans beeldend kunstenaar (overleden 1994)
- 4 - Teofisto Guingona jr., vicepresident van de Filipijnen
- 4 - Denise De Weerdt, Vlaams actrice (overleden 2020)
- 4 - Dr. Ruth (Ruth Westheimer), Duits-Amerikaans sekstherapeute, schrijfster en televisiepresentatrice (overleden 2024)
- 4 - Jan Zindel, Nederlands radioverslaggever (overleden 2014)
- 5 - Kazimierz Hoffman, Pools dichter (overleden 2009)
- 6 - Elio Sgreccia, Italiaans kardinaal (overleden 2019)
- 7 - James Ivory, Amerikaans filmregisseur
- 8 - Gustavo Gutiérrez, Peruaans priester en theoloog (overleden 2024)
- 10 - Maurice Sendak, Amerikaans schrijver en illustrator van kinderboeken (overleden 2012)
- 11 - Koningin Fabiola van België (overleden 2014)
- 12 - Petros Molyviatis, Grieks diplomaat en politicus (overleden 2025)
- 12 - Richard Sherman, Amerikaans songwriter (overleden 2024)
- 13 - Gerrit van der Valk, Nederlands ondernemer (overleden 2009)
- 13 - Giacomo Biffi, Italiaans kardinaal (overleden 2015)
- 13 - John Forbes Nash jr., Amerikaans wiskundige en Nobelprijswinnaar (overleden 2015)
- 13 - Li Ka-Shing, Hongkongs zakenman, miljardair
- 14 - Che Guevara, Argentijns revolutionair (overleden 1967)
- 16 - Annie Cordy, Belgisch zangeres en actrice (overleden 2020)
- 16 - John Cuneo, Australisch zeiler (overleden 2020)
- 16 - Hans Dekkers, Nederlands wielrenner (overleden 1984)
- 16 - Ernst Stankovski, Oostenrijks acteur, regisseur, quizmaster en chansonnier (overleden 2022)
- 18 - Cornelis Augustijn, Nederlands theoloog, predikant en kerkhistoricus (overleden 2008)
- 19 - Jacques Dupont, Frans wielrenner (overleden (2019)
- 19 - Nancy Marchand, Amerikaans actrice (overleden 2000)
- 20 - Jozef Ackerman, Belgisch politicus (overleden 2018)
- 20 - Jean-Marie Le Pen, Frans extreemrechts politicus (overleden 2025)
- 20 - Martin Landau, Amerikaans acteur (overleden 2017)
- 21 - Wolfgang Haken, Duits-Amerikaans wiskundige (overleden 2022)
- 22 - Liesbeth Aiking-van Wageningen, Nederlands politica
- 24 - Yvan Delporte, Belgisch stripscenarist (overleden 2007)
- 24 - Bob Löwenstein, Nederlands regisseur en acteur (overleden 2018)
- 25 - Aleksej Abrikosov, Russisch natuurkundige en Nobelprijswinnaar (overleden 2017)
- 25 - Pierre Culliford, Belgisch striptekenaar (De Smurfen) (overleden 1992)
- 27 - Antoinette Spaak, Brussels politica (overleden 2020)
- 27 - Josy Stoffel, Luxemburgs turner (overleden 2021)
- 28 - Stan Barstow, Engels schrijver (overleden 2011)
- 28 - Roberto Belangero, Braziliaans voetballer (overleden 1996)
- 28 - Claus Biederstaedt, Duits acteur (overleden 2020)

### juli
- 3 - Sirppa Sivori-Asp, Fins actrice, zangeres, regisseuse en poppenspeelster (overleden 2006)
- 4 - Flip G. Droste, Nederlands schrijver en publicist (overleden 2020)
- 4 - Huub Jansen, Nederlands geschiedkundige (overleden 1985)
- 4 - Paul de Wispelaere, Belgisch schrijver en hoogleraar (overleden 2016)
- 5 - Juris Hartmanis, Lets informaticus (overleden 2022)
- 5 - Pierre Mauroy, Frans politicus (overleden 2013)
- 5 - Warren Oates, Amerikaans acteur (overleden 1982)
- 6 - Gene Cipriano, Amerikaans jazzmuzikant (overleden 2022)
- 7 - Cotton Farmer, Amerikaans autocoureur (overleden 2004)
- 8 - Jos Dupré, Belgisch redacteur, bestuurder en politicus (overleden 2021)
- 8 - Pier Giacomo Pisoni, Italiaans historicus, paleograaf en een archivaris (overleden 1991)
- 8 - Piet Reckman, Nederlands politiek activist (overleden 2007)
- 9 - Federico Bahamontes, Spaans wielrenner (overleden 2023)
- 11 - Nic Jonk, Nederlands beeldend kunstenaar (overleden 1994)
- 11 - Andrea Veneracion, Filipijns musicus en dirigent (overleden 2013)
- 12 - Kathy Staff, Engels actrice (overleden 2008)
- 13 - Gene Cipriano, Amerikaans jazzmuzikant (overleden 2022)
- 14 - Dave Power, Australisch atleet (overleden 2014)
- 15 - Carl Woese, Amerikaans microbioloog (overleden 2012)
- 16 - Anita Brookner, Brits romanschrijfster en historica (overleden 2016)
- 16 - Jim Rathmann, Amerikaans autocoureur (overleden 2011)
- 18 - Adriaan Nooteboom, Nederlands politicus (overleden 2023)
- 18 - Simon Vinkenoog, Nederlands dichter (overleden 2009)
- 18 - Rob Wout, Nederlands politiek tekenaar (Opland) (overleden 2001)
- 23 - Leon Fleisher, Amerikaans pianist en dirigent (overleden 2020)
- 23 - Cyrus Young, Amerikaans atleet (overleden 2017)
- 24 - Jan De Crem, Belgisch politicus (overleden 2022)
- 25 - Koos Andriessen, Nederlands econoom, ambtenaar, bestuurder en politicus (overleden 2019)
- 25 - Dolphy, Filipijns acteur en komiek (overleden 2012)
- 26 - Elliott Erwitt, Frans-Amerikaans fotograaf (overleden 2023)
- 26 - Peter Lougheed, Canadees politicus (overleden 2012)
- 26 - Stanley Kubrick, Amerikaans regisseur (overleden 1999)
- 27 - Joseph Kittinger, Amerikaans officier (overleden 2022)
- 29 - Philippe Bär, Nederlands bisschop van Rotterdam (1983-1993) (overleden 2025)
- 30 - Fons van der Stee, Nederlands politicus en fiscalist (overleden 1999)

### augustus
- 4 - Christian Goethals, Belgisch autocoureur (overleden 2003)
- 4 - Udham Singh, Indiaas hockeyer (overleden 2000)
- 6 - Andy Warhol, Amerikaans kunstschilder (overleden 1987)
- 7 - James Randi, Canadees-Amerikaans goochelaar en scepticus (overleden 2020)
- 10 - Jan Ditmeijer, Nederlands voetballer en operazanger (overleden 2022)
- 11 - Beniamino Andreatta, Italiaans econoom en politicus (overleden 2007)
- 12 - Maureen Colquhoun, Brits politica (overleden 2021)
- 14 - Lina Wertmüller, Italiaans regisseur en scenarioschrijfster (overleden 2021)
- 15 - Leandro Locsin, Filipijns architect en binnenhuisarchitect (overleden 1994)
- 15 - Nicolas Roeg, Brits filmregisseur (overleden 2018)
- 16 - Eydie Gormé, Amerikaans zangeres (overleden 2013)
- 17 - Willem Duys, Nederlands radio- en televisiepresentator en muziekproducent (overleden 2011)
- 20 - Cornelis Graafland, Nederlands predikant (overleden 2004)
- 20 - Baltus Oostburg, Surinaams wetenschapper en politicus (overleden 2002)
- 21 - Chris Brasher, Brits atleet en sportjournalist (overleden 2003)
- 21 - Jean Constantin, Roemeens acteur (overleden 2010)
- 21 - Mário Pinto de Andrade, Angolees dichter en politicus (overleden 1990)
- 21 - Raymond Prudhomme, Belgisch atleet
- 21 - Art Farmer, Amerikaans jazztrompettist en -bugelist (overleden 1999)
- 22 - Vicente Iturat, Spaans wielrenner (overleden 2017)
- 22 - Karlheinz Stockhausen, Duits componist (overleden 2007)
- 25 - Adolfo Gilly, Argentijns-Mexicaans historicus en politicoloog (overleden 2023)
- 25 - Herbert Kroemer, Duits natuurkundige en Nobelprijswinnaar (overleden 2024)
- 25 - Gerard Tusveld, Nederlands accountant en sportbestuurder (overleden 2008)
- 26 - Thijs van Berckel, Nederlands burgemeester (overleden 2021)
- 27 - Piet Bleeker, Nederlands atleet (overleden 2018)
- 27 - Péter Boross, Hongaars politicus
- 27 - Mangosuthu Buthelezi, Zuid-Afrikaans politicus en Zoeloe-prins (overleden 2023)
- 27 - Othmar Schneider, Oostenrijks alpineskiër (overleden 2012)
- 27 - Osamu Shimomura, Japans scheikundige en Nobelprijslaureaat (overleden 2018)
- 28 - Allard van der Scheer, Nederlands acteur (overleden 2014)
- 28 - Karl-Michael Vogler, Duits filmacteur (overleden 2009)
- 30 - Barbara Epstein, Joods-Amerikaans journaliste, geschiedkundige en sociologe (overleden in 2006)
- 31 - James Coburn, Amerikaans acteur (overleden 2002)
- 31 - Jaime Sin, Filipijns kardinaal en aartsbisschop van Manilla (overleden 2005)

### september
- 2 - Horace Silver, Amerikaans jazzpianist en -componist (overleden 2014)
- 3 - Gaston Thorn, Luxemburgs advocaat en politicus (o.a. premier en voorzitter Europese Commissie) (overleden 2007)
- 5 - Albert Mangelsdorff, Duits jazztrombonist (overleden 2005)
- 5 - Nel Siertsema-Smid, Nederlands politica (overleden 2014)
- 6 - Jevgeni Svetlanov, Russisch dirigent en componist (overleden 2002)
- 9 - Gaston Durnez, Vlaams dichter, prozaschrijver en journalist (overleden 2019)
- 9 - Sol LeWitt, Amerikaans object- en conceptkunstenaar (overleden 2007)
- 10 - Jan Herreman, Belgisch politicus (overleden 2014)
- 10 - Jean Vanier, Canadees katholiek filosoof en humanitair activist (overleden 2019)
- 11 - Earl Holliman, Amerikaans acteur (overleden 2024)
- 14 - Alberto Korda, Cubaans fotograaf (overleden 2001)
- 16 - Hironoshin Furuhashi, Japans zwemmer (overleden 2009)
- 17 - Roddy McDowall, Engels acteur (overleden 1998)
- 19 - Adam West, Amerikaans acteur (overleden 2017)
- 23 - Leen van der Waal, Nederlands werktuigbouwkundige en politicus (overleden 2020)
- 23 - Santiago Vernazza, Argentijns voetballer (overleden 2017)
- 26 - Bob Van Der Veken, Vlaams acteur (overleden 2019)
- 26 - Jos Van Elewyck, Belgisch journalist en politicus (overleden 2025)
- 27 - Margaret Rule, Brits archeologe (overleden 2015)
- 28 - Koko Taylor, Amerikaans blueszangeres (overleden 2009)
- 29 - Ankie Peypers, Nederlands dichteres, schrijfster en journaliste (overleden 2008)
- 29 - Gerhard Stoltenberg, Duits politicus (overleden 2001)
- 30 - Elie Wiesel, Joods-Amerikaans schrijver (overleden 2016)

### oktober
- 1 - George Peppard, Amerikaans acteur (overleden 1994)
- 2 - Geert Hofstede, Nederlands organisatiepsycholoog (overleden 2020)
- 3 - Christian d'Oriola, Frans schermer (overleden 2007)
- 3 - Kåre Willoch, Noors politicus; premier 1981-1986 (overleden 2021)
- 4 - James Forman, Amerikaans burgerrechtenleider (overleden 2005)
- 4 - Jo Röpcke, Belgisch filmrecensent en televisiepresentator (overleden 2007)
- 4 - Bob Scott, Amerikaans autocoureur (overleden 1954)
- 8 - Wim Bos, Nederlands schilder (overleden 2007)
- 8 - Joop Reuver, Nederlands burgemeester (overleden 2022)
- 9 - Hermann von der Dunk, Nederlands historicus (overleden 2018)
- 9 - Pat O'Connor, Amerikaans autocoureur (overleden 1958)
- 11 - Joseph Duval, Frans rooms-katholiek aartsbisschop (overleden 2009)
- 14 - Klaas Knol, Nederlands longarts (overleden 2007)
- 16 - Ann Morgan Guilbert, Amerikaans actrice  (overleden 2016)
- 20 - Wim van den Heuvel, Nederlands acteur (overleden 2025)
- 20 - Li Peng, Chinees politicus; premier 1988-1998 (overleden 2019)
- 21 - Krish Nannan Panday, Surinaams politicus (overleden (2025)
- 22 - Pim Lambeau, Vlaams actrice
- 25 - Jeanne Cooper, Amerikaans actrice (overleden 2013)
- 25 - Paulo Mendes da Rocha, Braziliaans architect (overleden 2021)
- 26 - Jean-Claude Vidilles, Frans autocoureur (overleden 1997)
- 27 - Vicente Jayme, Filipijns minister en topman (overleden 2013)
- 28 - Mike Brahim, Surinaams politicus (overleden 2015)
- 28 - Ion Mihai Pacepa, Roemeens generaal (overleden 2021)
- 28 - Mohammed Sayyed Tantawi, Egyptisch moslimgeestelijke (overleden 2010)
- 29 - N. John Habraken, Nederlands architect en hoogleraar Bouwkunde (overleden 2023)
- 30 - Daniel Nathans, Amerikaans microbioloog en Nobelprijswinnaar (overleden 1999)
- 31 - Jean-François Deniau, Frans ambtenaar, schrijver, politicus, diplomaat, mensenrechtenactivist en journalist (overleden 2007)

### november
- 1 - Gerard Hoebe, Nederlands zanger en muzikant (overleden 2005)
- 1 - Ted Whiteaway, Brits autocoureur (overleden 1995)
- 2 - Rodolfo Carbone, Braziliaans voetballer (overleden 2008)
- 2 - Herb Geller, Amerikaans jazzsaxofonist (overleden 2013)
- 3 - Nick Holonyak, Amerikaans natuurkundige; uitvinder van de led (overleden 2022)
- 4 - Richard Schaal, Amerikaans acteur (overleden 2014)
- 5 - Gyalo Döndrub, Tibetaans verzetsstrijder en diplomaat (overleden 2025)
- 9 - Alexander Ollongren, Nederlands sterrenkundige en informaticus (overleden 2025)
- 10 - Ennio Morricone, Italiaans componist en dirigent (overleden 2020)
- 10 - Beppe Wolgers, Zweeds acteur, schrijver, componist en regisseur (overleden 1986)
- 11 - Carlos Fuentes, Mexicaans schrijver (overleden 2012)
- 12 - Hanneli Goslar, Duits verpleegkundige (overleden 2022)
- 14 - Joop Glimmerveen, Nederlands neo-nazistisch politicus (overleden 2022)
- 15 - C.W. McCall, Amerikaans countryzanger (overleden 2022)
- 16 - Clu Gulager, Amerikaans acteur (overleden 2022)
- 17 - Arman (Armand Pierre Fernández), Frans-Amerikaans kunstenaar en beeldhouwer (overleden 2005)
- 17 - Dick Holthaus, Nederlands modeontwerper (overleden 2015)
- 17 - Don Lawrence, Engels striptekenaar (overleden 2003)
- 18 - Rino Benedetti, Italiaans wielrenner (overleden 2002)
- 18 - Sheila Jordan, Amerikaans jazzzangeres (overleden 2025)
- 19 - Ina van Faassen, Nederlands actrice en cabaretière (overleden 2011)
- 20 - John Disley, Welsh atleet (overleden 2016)
- 20 - Dolf Verroen, Nederlands schrijver, criticus en vertaler
- 21 - Wim Crouwel, Nederlands grafisch ontwerper en hoogleraar (overleden 2019)
- 21 - Bob Schroeder, Amerikaans autocoureur (overleden 1990)
- 25 - Jacques Delelienne, Belgisch atleet (overleden 2020)
- 27 - Harry Vandermeulen, Belgisch politicus (overleden 2022)
- 28 - Diederik Kraaijpoel, Nederlands kunstschilder en schrijver (overleden 2012)
- 28 - Piet Steenbergen, Nederlands voetballer (overleden 2010)
- 29 - Maurice Pirenne, Nederlands componist (overleden 2008)
- 29 - Koen Verhoeff, Nederlands sportverslaggever (overleden 1989)
- 30 - Peter-Hans Kolvenbach, Nederlands hoofd van de jezuïetenorde (overleden 2016)
- 30 - Andres Narvasa, Filipijns rechter (overleden 2013)

### december
- 1 - Zef Simoni, Albanees bisschop (overleden 2009)
- 2 - Rita Paul, Duits zangeres, actrice en cabaretière (overleden 2021)
- 2 - Roland Vercruysse, Belgisch atleet (overleden 2002)
- 4 - Charles Delporte, Belgisch schilder en beeldhouwer (overleden 2012)
- 4 - Luc Dhoore, Belgisch politicus (overleden 2021)
- 5 - Fulvio Cerofolini, Italiaans politicus (overleden 2011)
- 5 - Coen Oort, Nederlands econoom en topambtenaar (overleden 2007)
- 5 - Gonzalo Parra-Aranguren, Venezolaans hoogleraar en rechter (overleden 2016)
- 6 - Stanley Clinton Davis, Brits Labourpoliticus (overleden 2023)
- 7 - Flory Anstadt, Nederlands programmamaakster en tv-regisseuse (overleden 2024)
- 7 - Noam Chomsky, Amerikaans taalkundige, filosoof en politiek activist
- 8 - Ulrich Neisser, Duits psycholoog (overleden 2012)
- 9 - André Milhoux, Belgisch autocoureur
- 10 - Dan Blocker, Amerikaans acteur (overleden 1972)
- 10 - Milan Rúfus, Slowaaks dichter en academicus (overleden 2009)
- 13 - Jack Tramiel, Pools-Amerikaans ondernemer (Commodore) (overleden 2012)
- 14 - Walter Haynes, Amerikaans musicus (overleden 2009)
- 15 - Ernie Ashworth, Amerikaans countrymuzikant (overleden 2009)
- 15 - Ida Haendel, Pools-Brits violiste (overleden 2020)
- 15 - Guido Sala, Italiaans motorcoureur (overleden 1987)
- 16 - Terry Carter, Amerikaans acteur (overleden 2024)
- 17 - Calaway H. Dodson, Amerikaans botanicus en taxonoom (overleden 2020)
- 19 - Billy C. Clark, Amerikaans schrijver (overleden 2009)
- 19 - Rubens Minelli, Braziliaans voetbaltrainer (overleden 2023)
- 21 - Jan Sierhuis, Nederlands kunstschilder (overleden 2023)
- 22 - Marcel Molinès, Algerijns wielrenner (overleden 2011)
- 22 - Corry Vreeken, Nederlands schaakster (overleden 2025)
- 25 - Dick Miller, Amerikaans acteur (overleden 2019)
- 26 - Martin Cooper, Amerikaans uitvinder en ondernemer
- 29 - Bernard Cribbins, Engels acteur en muzikant (overleden 2022)
- 30 - Bo Diddley, Amerikaans rock-'n-rollzanger en -gitarist (overleden 2008)
- 30 - Shabnam Romani, Pakistaans dichter (overleden 2009)
- 31 - Sture Allén, Zweeds taalkundige (overleden 2022)
- 31 - Veijo Meri, Fins schrijver (overleden 2015)
- 31 - Geoffrey Smith, Engels tuinier en televisiepresentator (overleden 2009)

### Precieze datum niet bekend
- Tova Ben Zvi, Israëlisch zangeres
- Carlos Dip, Nederlands-Antilliaans staatsrechtsjurist (overleden 2006)

## Overleden
januari
- 6 - Alvin Kraenzlein (51), Amerikaans atleet en Olympisch kampioen
- 11 - Thomas Hardy (87), Engels romanschrijver en dichter
- 20 - Jan Ankerman (59), Nederlands predikant en politicus
- 29 - Douglas Haig (66), Brits generaal en opperbevelhebber van de BEF

februari
- 4 - Hendrik Lorentz (74), Nederlands wis- en natuurkundige
- 8 - Marcelo Adonay (70), Filipijns componist en dirigent

maart
- 3 - Jan Toorop (69), Nederlands kunstschilder van het symbolisme
- 12 - Maria Jermolova (74), Russisch toneelactrice
- 18 - Paul van Ostaijen (32), Vlaams dichter

april
- 16 - Pavel Axelrod (77), Russisch revolutionair
- 18 - Epifanio de los Santos (57), Filipijns wetenschapper, auteur, jurist en kunstenaar
- 19 - Dorus Rijkers (81), Nederlands zeevaarder en redder van schipbreukelingen

mei
- 8 - Higinio Benitez (77), Filipijns rechter en revolutionair
- 11 - Frans Hens (71), Belgisch kunstschilder
- 16 - Emma Withnell (85), West-Australische pionierster

juni
- 18 - Roald Amundsen (55), Noors ontdekkingsreiziger
- 20 - Catharina Cool (53), Nederlands mycologe

juli
- 17 - Giovanni Giolitti (85), Italiaans politicus
- 19 - Alberic Deswarte (53), Belgisch senator en advocaat

augustus
- 7 - Alfons Ariëns (68), Nederlands grondlegger katholieke vakbeweging
- 12 - Leoš Janáček (74), Tsjechisch componist
- 30 - Franz von Stuck (65), Duits symbolistisch schilder en beeldhouwer
- 30 - Wilhelm Wien (64), Duits natuurkundige en winnaar van de Nobelprijs voor de Natuurkunde in 1911

september
- 13 - Italo Svevo (66), Italiaans schrijver

oktober
- 13 - Dagmar van Denemarken (80), Deens prinses en tsarina van Rusland
- 17 - Frank Bernard Dicksee (74), Engels kunstschilder en illustrator
- 25 - Francine Charderon (67), Frans kunstschilder

november
- 10 - Anita Berber (29), Duits danseres

december
- 1 - Arthur Gore (60), Brits tennisser
- 10 - Charles Rennie Mackintosh (60), Schots architect en kunstenaar
- 11 - Lewis Howard Latimer (80), Afro-Amerikaans uitvinder en technisch tekenaar
- 14 - Pierre Ruffey (77), Frans militair

## Weerextremen in België
- 3 mei: maximumtemperatuur van 27,9 °C in Oostende.
- 14 juli: maximumtemperatuur van 37,8 °C in Rochefort.
- 15 juli: maximumtemperatuur van 34,9 °C in Oostende en 37,6 °C in Haacht.
- 8 september: maximumtemperatuur van 30,6 °C in Oostende.

Bron: KMI Gegevens Ukkel 1901-2003 met aanvullingen 